# سفر الحيوانات الأليفة

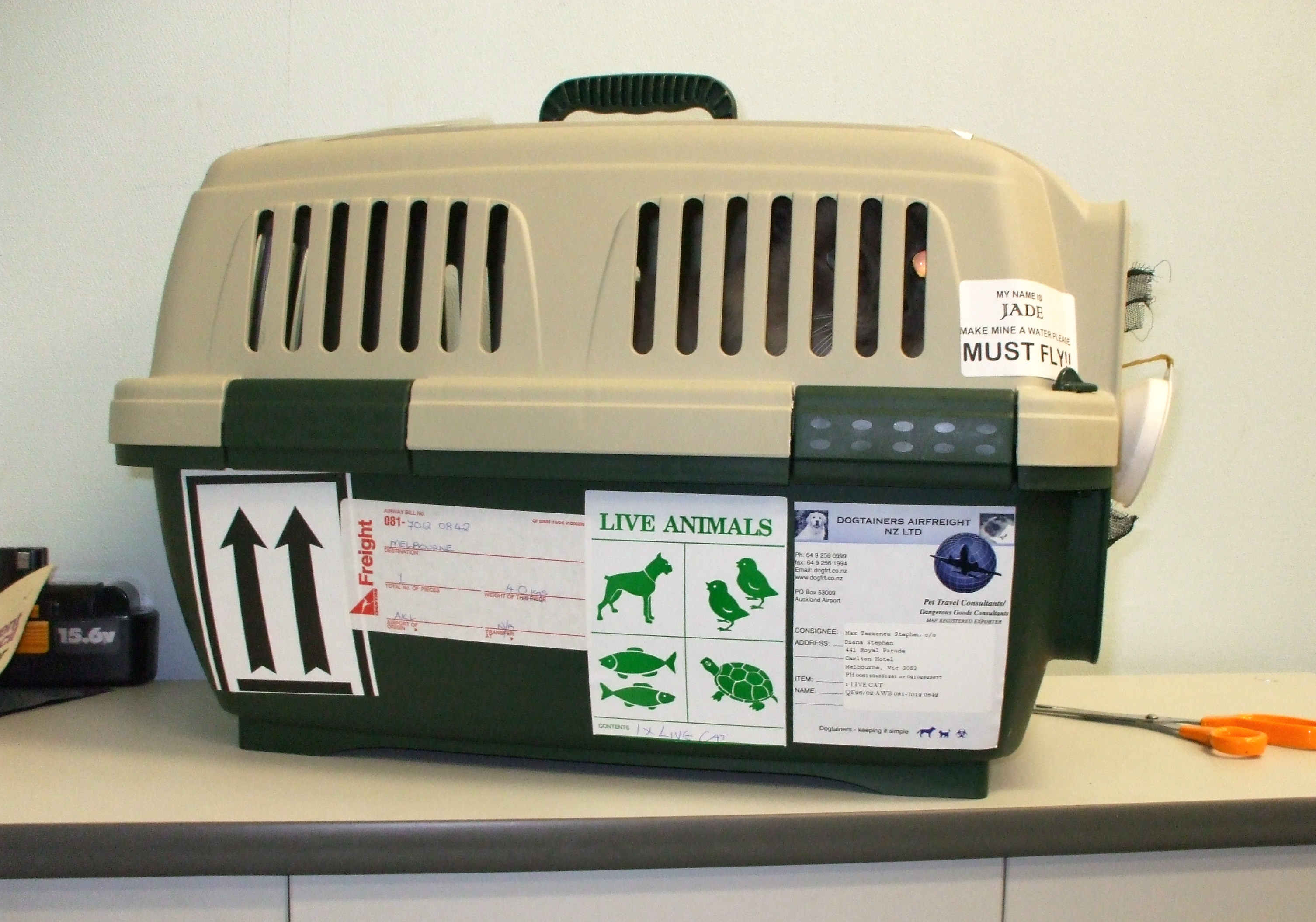
صندوق بلاستيك به فتحات تهويه للحفاظ علي الهواء النقي للحيوانات الاليفه أثناء السفر

هي عملية السفر برفقة الحيوانات الأليفة أو نقلها. إن ناقلات الحيوانات -مثل الصناديق حاملات القطط وصناديق الكلاب- تحصر الحيوانات، وتحميها في أثناء السفر

## إجهاد الحيوان
تعاني بعض الحيوانات التوتر والقلق من المواقف والأماكن غير المألوفة، إذ تتأثر القطط خاصةً بالتغير المفاجئ،  فبدلًا من السفر مع مالكها في إجازة، يمكن للحيوان البقاء مستقلًا في منازل مخصصة له أو تأمينه في المنزل مع أحد الأصدقاء أو أحضار جليسة حيوانات أليفة  وهذا لا يشمل الانتقال نهائيًا.

## طرق السفر

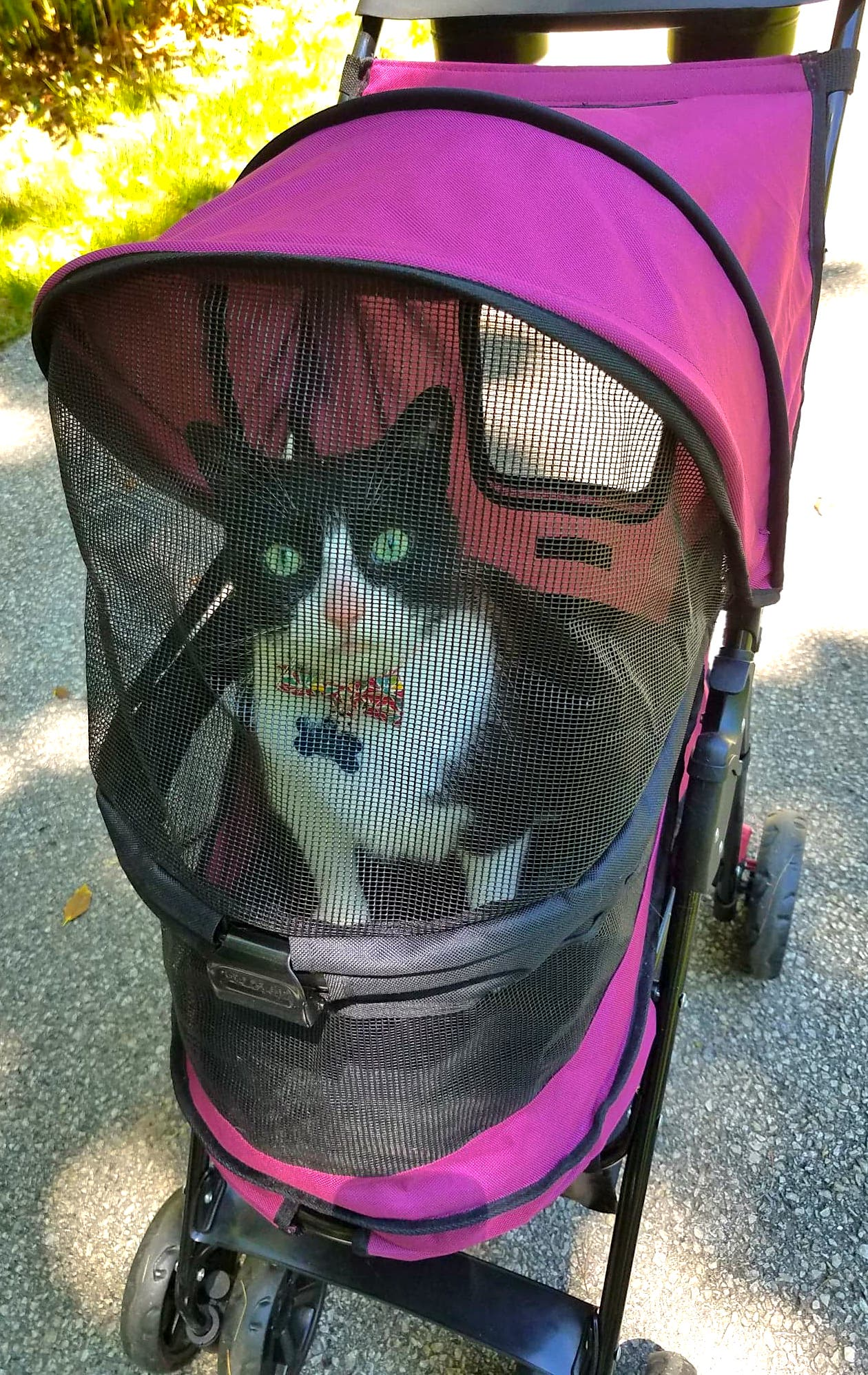
قطة منزلية داخل عربة الحيوانات الأليفة

السفر جوًا: الحيوانات الأليفة تسافر في مقصوره الطائرة، وتوضع في الأماكن المخصصة للأمتعة والبضائع. وتضع الشركات قوانينها التي تخص سفر الحيوانات الأليفة ،مثل شركة PetAirways، ولكن هذه الشركة فشلت في عملها التجاري. وفي السنوات الأخيرة، اكتسبت الرحلات الجوية الخاصة بنقل الحيوانات الأليفة بعض النشاط خاصةً بعد تخفيض مبيعات الرحلات الجوية. وفي مثل هذه الرحلات يُسمح للحيوانات الأليفة البقاء بالقرب من مالكيها داخل المقصورة، ما يقلل من حجم الصدمة والإجهاد الذي يصيب تلك الحيوانات في أثناء الرحلة. توصي جمعية الرفق بالحيوان بتجنب السفر الجوي قدر الإمكان. وذلك لأن درجات الحرارة غير المستقرة والهواء تسبب مخاطر إضافية خصوصًا لقصيري الرقبة، مثل: الكلاب البميني، والصلصل والقطط الفارسية. سجلت وزارة خارجية الولايات المتحدة تقارير السفر لنحو ٣٠٢ حالة وفاة وإصابات، إضافة إلى حالات اختفاء أكثر من ٦ سنوات مع ٣٥ حالة وفاة سنة ٢٠١١. وفي عام ٢٠١٢، توفي كلبان يبلغان بضعة أشهر في رحلات طيران الخطوط الجوية المتحدة. وقد يسبب هروب أحد الحيوانات الأليفة في أثناء الرحلة خطرًا جسيمًا، فقد هرب قط يدعى جاك من مالكه في مطار جون كيندي، ووضعوه في شعبة المفقودات مع الأمتعة المفقودة، وظل مدة ٦١ يومًا، وكانت نهايته الموت. وهرب قط آخر في رحلة مع شركة جيت إيروايز، فدهسته مركبة على مدرج المطار في مطار أنديرا غاندي الدولي في دلهي في الهند.
إن بديل السفر الجوي التجاري هو تجمع أصحاب الحيوانات الأليفة المسؤولين واتفاقهم على استئجار طائرة خاصة لنقل حيواناتهم، إذ تستطيع الكلاب الكبيرة التنقل بوساطة النقل الجوي، وتنظيم أسعار الرحلة حسب الوقت المستغرق في الرحلة وحجم الحيوان الأليف.
الجدل:
في عام ٢٠١٨، اعترفت شركة يونايتد أيلاينز باحتجازها حيوانًا أليفًا، ووضعه في صندوق التخزين، ما أدى إلى اختناقه. وبعد يومين فقط، أرسِل كلب آخر على متن طائرة تابعة لشركة يونايتد خطأً إلى اليابان بدلًا من وجهته المقصودة في مدينة كانساس سيتي، ووقع حادث مماثل في سنه ٢٠١٨ عندما أرسلت دلتا أيلاينز جروًا إلى مدينه سالت ليك بدلًا من وجهته المقصودة إلى بويز.
السفر في السيارة: تعد من وسائل التنقل الأكثر أمانًا للحيوانات، ويمكن الحصول على أمان أكثر للحيوانات بوجود حزام الأمان. يُنصح بجلوسها في المقعد الخلفي أو إغلاق الوسائد الهوائية. يمكن لأحزمة الأمان أن تكبح جماح الكلاب، ولكن وجد مركز حماية الحيوانات الأليفة أن معدل فشله ١٠٠ بالمئة في حماية المستهلك أو الكلب. إذ يمكن أن يؤدي تدخل الكلاب غير المقيدة في قيادة السيارة إلى التعرض لإصابة خطيرة في حادث.
عربات الحيوانات الأليفة: يمكن أن تجول الحيوانات الأليفة الصغيرة محليًا في عربة أطفال يدفعها الإنسان أو يسحبها؛ وتكون مفيدة بصفة خاصة للحيوانات العرجاء أو المسنة. هذه العربة تشبه عربة الأطفال في التصميم، إذ تكون محاطة بشبكة لمنع الهروب وتسمح للحيوانات الأليفة بالتفاعل مع البيئة المحيطة ومشاهدتها وسماعها وشمها. على النقيض من الطفل الرضيع فلا تحبَس الحيوانات داخل العربة، بل تكون متمتعة بحرية التنقل داخلها.